# Шели (Минесота)
Шели (енгл. Shelly) град је у америчкој савезној држави Минесота.

## Демографија
По попису из 2010. године број становника је 191, што је 75 (-28,2%) становника мање него 2000. године.
| Група             | 2000.       | 2010.       |
| Белци             | 211 (79,3%) | 163 (85,3%) |
| Афроамериканци    | 0 (0,0%)    | 0 (0,0%)    |
| Азијати           | 0 (0,0%)    | 1 (0,5%)    |
| Хиспаноамериканци | 35 (13,2%)  | 17 (8,9%)   |
| Укупно            | 266         | 191         |